# Pentapoli cirenaica
La pentapoli cirenaica (dal greco antico πέντε "cinque" e πόλις "città")  fu un'unità amministrativa prima greca e poi romana che univa cinque città-colonie greche nella regione storico-geografica della Cirenaica, oggi in territorio libico. La pentapoli esistette dal IV sec a.C. al VII secolo d.C., quando la regione fu annessa ai territori dell'espansione islamica.
Le cinque città di cui era composta erano:
- Berenice (l'odierna Bengasi)
- Arsinoe (l'odierna Tocra)
- Tolemaide
- Cirene
- Apollonia[1]

Fu citata nel Concilio di Nicea I del 325: «In Egitto, nella Libia e nella pentapoli cirenaica siano mantenute le antiche consuetudini per cui il vescovo di Alessandria abbia autorità su tutte queste province».